# Chryste Gaines
Chryste Dionne Gaines (Lawton, 14 de setembro de 1970) é uma ex-atleta velocista e campeã olímpica norte-americana.
Especializada nos 100 m rasos, teve seu primeiro resultado internacional expressivo nos Jogos Pan-americanos de 1995 em Mar del Plata, Argentina, onde conquistou  o ouro nos 100 m rasos. No mesmo ano, integrou o rezamento 4x100 m norte-americano que foi campeão mundial em Gotemburgo 1995.
Em Atlanta 1996, competindo no revezamento 4x100 m junto com Gail Devers, Inger Miller e Gwen Torrence, ela conquistou a medalha de ouro da prova e tornou-se campeã olímpica. No ano seguinte, Gaines adicionou mais uma medalha de campeã mundial a seu cartel, novamente integrando o revezamento que conquistou o ouro no Mundial de Atenas 1997.
Ela retornou aos Jogos Olímpicos em Sydney 2000, aos 30 anos, como única sobrevivente do revezamento campeão olímpico de 1996 e, ao lado das novas companheiras Marion Jones, Torri Edwards e Nanceen Perry, ficou com a medalha de bronze no 4x100 m. Sete anos depois, devido à confissão de Jones de que havia usado substâncias proibidas no período dos Jogos de Sydney, Gaines, Edwards e Perry foram intimadas pelo COI a devolverem suas medalhas de bronze ganhas junto com Jones. Depois de uma apelação das atletas - assim como das demais integrantes do revezamento 4x400 m, também integrado por Marion Jones em Sydney e que havia ganho o ouro - em julho de 2010 o Conselho Arbitral do Comitê Olímpico Internacional permitiu às atletas que elas mantivessem suas medalhas.